# Амазонская оропендола
Амазонская оропендола (лат. Psarocolius bifasciatus) — вид птиц из семейства трупиаловых, крупнейший представитель рода оропендол и одна из крупнейших птиц отряда воробьиных, обитающих в Южной Америке.Обитает во влажных низменных лесах бассейна Амазонки, за исключением большей части Гвианского плоскогорья. Выделяют три подвида.

## Описание
Спина, крылья и брюшко коричневые, наружные прямые края хвоста желтые, голая кожа на лице розовая, глаза карие, клюв чёрный с белым кончиком. Самцы и самки сильно отличаются по размеру: самец достигает 52 см в длину и весит 550 г; самка же размером 41 см в длину и весит 260 г.

## Поведение
Амазонская оропендола обитает на пологах леса, чаще всего её можно заметить летящей высоко над деревьями. Живут парами или поодиночке, иногда небольшими группами. Гнездовые колонии небольшие, обычно насчитывают менее пяти птиц. Гнездо представляет собой сплетенный из волокон и лиан висячий шар длиной 60—180 см, находящийся высоко на дереве.
Амазонская оропендола — всеядный вид. Может питаться как мелкими позвоночными (особенно земноводными и пресмыкающимися) и крупными насекомыми, так нектаром и фруктами.

## Подвиды
- P. b. yuracares (D'Orbigny & Lafresnaye, 1838)
- P. b. neivae (Snethlage, 1925)
- P. b. bifasciatus (Spix, 1824)

## Охранный статус
Продолжительность поколения составляет 5,4 года. Популяция данного вида уменьшается.